# Ksar (cheval)
Pour les articles homonymes, voir Ksar.
 (novembre 2023).
Si vous disposez d'ouvrages ou d'articles de référence ou si vous connaissez des sites web de qualité traitant du thème abordé ici, merci de compléter l'article en donnant les références utiles à sa vérifiabilité et en les liant à la section « Notes et références ».
Ksar (1918-1937) est un cheval de course pur-sang anglais. Il remporta deux fois le prix de l'Arc de Triomphe, en 1921 et 1922. 

## Carrière de courses
Né dans la pourpre mais d'un modèle jugé défaillant, Ksar fut vendu yearling par Evremond de Saint-Alary, l'un des plus grands éleveurs du début du XXe siècle. Son acquéreur, le grand propriétaire Edmond Blanc, dut tout de même débourser 150 000 francs, une somme importante à l'époque. L'investissement fut rentable puisque Ksar, avec plus de 1 500 000 francs de gains, allait devenir le cheval le plus riche du monde. 
Débutant directement par une victoire dans le Prix de la Salamandre à 2 ans, Ksar domina largement ses contemporains à l'âge de trois et quatre ans. En 1921, il enchaîna le Prix Hocquart, le Prix Lupin, le prix du Jockey Club, un premier Prix de l'Arc de Triomphe et le Prix Royal Oak. L'année suivante, les Prix du Président de la République (futur Grand Prix de Saint-Cloud), du Prince d'Orange, du Cadran et des Sablons tombèrent dans son escarcelle. Mais surtout, il fut le premier à conserver son titre dans le Prix de l'Arc de Triomphe, devenant le premier des huit chevaux à réussir cet exploit. Il se retira avec 11 victoires en 15 courses. 

### Résumé de carrière
| Date         | Hippodrome  | Pays        | Course                             | Distance    | Jockey      | Place       | Écart       | Vainqueur ou deuxième |
| 1920, 2 ans  | 1920, 2 ans | 1920, 2 ans | 1920, 2 ans                        | 1920, 2 ans | 1920, 2 ans | 1920, 2 ans | 1920, 2 ans | 1920, 2 ans           |
| ------------ | ----------- | ----------- | ---------------------------------- | ----------- | ----------- | ----------- | ----------- | --------------------- |
| 19 septembre | Longchamp   | France      | Prix de la Salamandre              | 1 400 m     | G. Stern    | 1er / 4     | cte tête    | Petsik                |
| 3 octobre    | Longchamp   | France      | Prix Saint-Roman                   | 1 800 m     | G. Stern    | 2e / 7      | 1/2         | Soldat                |
| 1921, 3 ans  |             |             |                                    |             |             |             |             |                       |
| 17 avril     | Longchamp   | France      | Prix Hocquart                      | 2 400 m     | G. Stern    | 1er / 5     | 3           | Tacite                |
| 29 mai       | Longchamp   | France      | Prix Lupin                         | 2 100 m     | G. Stern    | 1er / 7     | 3/4         | Tacite                |
| 12 juin      | Chantilly   | France      | Prix du Jockey Club                | 2 400 m     | F. Bullock  | 1er / 19    | 1 ½         | Grazing               |
| 26 juin      | Longchamp   | France      | Grand Prix de Paris                | 3 000 m     | G. Stern    | 0 / 17      | ―           | Lemonora              |
| 18 septembre | Longchamp   | France      | Prix Royal Oak                     | 3 000 m     | F. Bullock  | 1er / 9     | 3           | Flechois              |
| 9 octobre    | Longchamp   | France      | Prix de l'Arc de Triomphe          | 2 400 m     | G. Stern    | 1er / 12    | 2           | Flechois              |
| 19 octobre   | Le Tremblay | France      | Prix Edgar GIllois                 | 2 600 m     | G. Stern    | 1er / 3     | dead-heat   | Vatel                 |
| 1922, 4 ans  |             |             |                                    |             |             |             |             |                       |
| 2 avril      | Longchamp   | France      | Prix des Sablons                   | 2 000 m     | F. Bullock  | 1er / 9     | 2 ½         | Cid Campeador         |
| 7 mai        | Longchamp   | France      | Prix du Cadran                     | 4 000 m     | F. Bullock  | 1er / 6     | 1           | Flechois              |
| 2 juillet    | Saint-Cloud | France      | Prix du Président de la République | 2 500 m     | J. Childs   | 2e / 7      | cte tête    | Kircubbin             |
| 24 septembre | Longchamp   | France      | Prix du Prince d'Orange            | 2 400 m     | F. Bullock  | 1er / 7     | 4           | Bahadur               |
| 8 octobre    | Longchamp   | France      | Prix de l'Arc de Triomphe          | 2 400 m     | F. Bullock  | 1er / 10    | 2 ½         | Flechois              |
| 29 octobre   | Longchamp   | France      | Prix Gladiateur                    | 6 200 m     | F. Bullock  | 2e / 4      | 2           | Flechois              |

## Au haras
Retiré au haras de sa propriétaire, le Haras de Jardy à Marnes-la-Coquette (92), Ksar se révéla vite comme un reproducteur de premier plan, devenant tête de liste des étalons en France en 1931. Il donna plusieurs vainqueurs classiques et surtout un très grand étalon, Tourbillon, champion sur les pistes (vainqueur du Jockey Club) et pilier de l'élevage Boussac. On peut citer aussi Thor II (Prix du Jockey Club, 2e, deuxième de la Gold Cup devant le grand Hyperion), Le Ksar (vainqueur des 2000 Guinées puis exporté en Argentine) ou Ukrania (Prix de Diane). Il est aussi le grand père de trois vainqueurs de l'Arc (Djebel et Caracalla via Tourbillon, et Le Pacha via sa fille Advertencia).
Vendu aux États-Unis en 1935, installé en Virgine, Ksar y fut très curieusement utilisé comme reproducteur à destination du saut d'obstacles et mourut deux ans plus tard, en 1937. 

## Origines
Ksar est né de la rencontre entre deux champions : le grand étalon Brûleur (Grand Prix de Paris, prix Royal Oak) et la meilleure jument de sa génération, Kizil Kourgan (Poule d'Essai des Pouliches, Oaks, Grand Prix de Paris). Outre Ksar, celle-ci donna le très bon Kenilworth (Prix Greffulhe, Rainbow, Gladiateur), appelé à devenir un reproducteur important en Australie. 

### Pedigree
| Origines de Ksar (FR), mâle bai né en 1918 | Origines de Ksar (FR), mâle bai né en 1918 | Origines de Ksar (FR), mâle bai né en 1918 | Origines de Ksar (FR), mâle bai né en 1918 |
| ------------------------------------------ | ------------------------------------------ | ------------------------------------------ | ------------------------------------------ |
| Père Brûleur Bai 1910                      | Chouberski Bai 1902                        | Gardefeu Bai 1895                          | Cambyse                                    |
| Père Brûleur Bai 1910                      | Chouberski Bai 1902                        | Gardefeu Bai 1895                          | Bougie                                     |
| Père Brûleur Bai 1910                      | Chouberski Bai 1902                        | Campanule Bai 1891                         | The Bard                                   |
| Père Brûleur Bai 1910                      | Chouberski Bai 1902                        | Campanule Bai 1891                         | Santa Lucia                                |
| Père Brûleur Bai 1910                      | Basse Terre Alezan 1899                    | Omnium II Alezan 1892                      | Upas                                       |
| Père Brûleur Bai 1910                      | Basse Terre Alezan 1899                    | Omnium II Alezan 1892                      | Bluette                                    |
| Père Brûleur Bai 1910                      | Basse Terre Alezan 1899                    | Bijou Bai 1890                             | St. Gatien                                 |
| Père Brûleur Bai 1910                      | Basse Terre Alezan 1899                    | Bijou Bai 1890                             | Thora                                      |
| Mère Kizil Kourgan Alezan 1899             | Omnium II Alezan 1892                      | Upas Alezan 1833                           | Dollar                                     |
| Mère Kizil Kourgan Alezan 1899             | Omnium II Alezan 1892                      | Upas Alezan 1833                           | Rosemary                                   |
| Mère Kizil Kourgan Alezan 1899             | Omnium II Alezan 1892                      | Bluette Alezan 1886                        | Wellingtonia                               |
| Mère Kizil Kourgan Alezan 1899             | Omnium II Alezan 1892                      | Bluette Alezan 1886                        | Blue Serge                                 |
| Mère Kizil Kourgan Alezan 1899             | Kasbah Bai 1892                            | Vigilant Bai 1879                          | Vermout                                    |
| Mère Kizil Kourgan Alezan 1899             | Kasbah Bai 1892                            | Vigilant Bai 1879                          | Virgule                                    |
| Mère Kizil Kourgan Alezan 1899             | Kasbah Bai 1892                            | Katia Alezan 1883                          | Guy Dayrell                                |
| Mère Kizil Kourgan Alezan 1899             | Kasbah Bai 1892                            | Katia Alezan 1883                          | Keapsake (famille 3-n)                     |